# 이이재

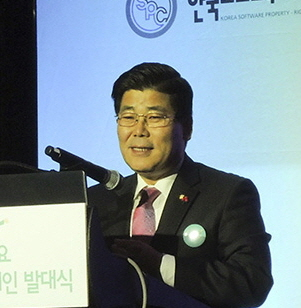
이이재

이이재(李利在, 1959년 3월 17일 ~ 동해)은 대한민국의 정치인이다. 한국광해관리공단 이사장을 역임했고 19대 국회의원 선거에서 새누리당 후보로 강원 동해시 삼척시에 출마해
당시 무소속 최연희 후보를 꺾고 국회의원에 당선되었다. 종교는 불교이다.

## 학력
- 1972년 서울홍릉초등학교 졸업
- 1975년 경희중학교 졸업
- 1978년 용산고등학교 졸업
- 1985년 명지대학교 행정학 학사
- 2011년 성균관대학교 사회복지대학원 사회복지학 석사

## 경력
- 한나라당 강원도당 선거대책위원회 기획단장
- 성균관 사무처 출판부장
- 성균관 사무처 기획실장
- 한나라당 중앙선대책위원회 청년위원회 총괄단장
- 한나라당 서울특별시당 선거대책위워회 시민참여단장
- 대한올림픽위원회 위원
- 한국광해관리공단 이사장
- 한나라당 동해시·삼척시 당원협의회 조직위원장
- 새누리당 동해시·삼척시 당협위원회 위원장
- 새누리당 원내부대표
- 2021년 3월 ~ 2021년 4월: 국민의힘 4·7재보궐선거 서울시장 보궐선거 선거대책위원회 특보단 위원
- 2021년 7월 ~ 현재 서울시 120다산콜재단 이사장

## 역대 선거 결과
| 실시년도 | 선거   | 대수 | 직책     | 선거구             | 정당     | 득표수   | 득표율          | 순위 | 당락 | 비고 |
| -------- | ------ | ---- | -------- | ------------------ | -------- | -------- | --------------- | ---- | ---- | ---- |
| 2012년   | 총선   | 19대 | 국회의원 | 강원 동해시·삼척시 | 새누리당 | 33,845표 | \| \| 44.83% \| | 1위  |      | 초선 |
|          | 44.83% |      |          |                    |          |          |                 |      |      |      |

## 수상경력
- 2010 제4회대한민국나눔대상 특별대상